# 才田修
才田 修（さいだ おさむ、1952年7月18日 - ）は、大阪府出身の元プロ野球選手。ポジションは内野手。

## 来歴・人物
北陽高校では1970年、3年生の時にエース永井春夫を擁し、二塁手、三番打者として春の選抜に出場。準々決勝では岐阜短大付の湯口敏彦投手を打ち崩し、準決勝では笹本信二のいた鳴門高を降す。決勝では箕島高と対戦。永井と島本講平との投げ合いとなるが、延長12回裏4-5×でサヨナラ負け、準優勝にとどまる。才田は大会第4号本塁打を湯口から記録した。同年夏の甲子園府予選でも決勝に進出するが、PL学園の新美敏投手に抑えられ敗退。春夏連続出場はならなかった。高校同期には神垣雅行、松岡高信がいる。
1970年ドラフト会議で阪神タイガースから5位指名を受け入団。俊足好打のチャンスメーカーとして期待され、1971年、1972年のジュニアオールスターゲームに内野手として連続で選出される。しかし一軍では代走での出場1試合のみに終わった。1974年限りで引退。

## 詳細情報

### 年度別打撃成績
| 年 度     | 球 団     | 試 合 | 打 席 | 打 数 | 得 点 | 安 打 | 二 塁 打 | 三 塁 打 | 本 塁 打 | 塁 打 | 打 点 | 盗 塁 | 盗 塁 死 | 犠 打 | 犠 飛 | 四 球 | 敬 遠 | 死 球 | 三 振 | 併 殺 打 | 打 率 | 出 塁 率 | 長 打 率 | O P S |
| --------- | --------- | ----- | ----- | ----- | ----- | ----- | -------- | -------- | -------- | ----- | ----- | ----- | -------- | ----- | ----- | ----- | ----- | ----- | ----- | -------- | ----- | -------- | -------- | ----- |
| 1971      | 阪神      | 1     | 0     | 0     | 0     | 0     | 0        | 0        | 0        | 0     | 0     | 0     | 0        | 0     | 0     | 0     | 0     | 0     | 0     | 0        | ----  | ----     | ----     | ----  |
| 通算：1年 | 通算：1年 | 1     | 0     | 0     | 0     | 0     | 0        | 0        | 0        | 0     | 0     | 0     | 0        | 0     | 0     | 0     | 0     | 0     | 0     | 0        | ----  | ----     | ----     | ----  |

### 背番号
- 52 （1971年 - 1974年）